# Proper Condom Use
Proper Condom Use is aflevering 75 (#507) van de animatieserie South Park.

## Plot
De jongens leren een spelletje genaamd 'red rocket' (mannelijke honden masturberen) van de vijfdeklassers. Wanneer Stan dit thuis bij zijn eigen hond Sparky doet, wordt hij tot zijn grote verbazing gestraft, terwijl hij geen idee heeft wat hij verkeerd deed. Als Stan dit aan zijn ouders vertelt, zijn ze te beschaamd om zelf seksuele voorlichting te geven, en leggen de verantwoordelijkheid bij de school. Door de vele klachten van ouders ziet de school zich gedwongen seksuele voorlichting te geven.
De jongens en de meisjes krijgen gescheiden seksuele voorlichting van respectievelijk Mr. Mackey en Ms. Choksondik. Mr. Mackey heeft zelf maar een enkele keer seks gehad, 21 jaar geleden, en weet er eigenlijk niets van. Hij kan dan ook niets anders doen dan het lesboek opdreunen en de organen aanwijzen. Ms. Choksondik, zelf nog maagd, maakt de meisjes bang met horrorverhalen over en foto's van SOA's die ze van de jongens kunnen oplopen, tenzij de jongens een condoom gebruiken. Ze vermeldt hierbij niet dat je daarvoor wel eerst seks moet hebben gehad, vermoedelijk omdat dat voor zich spreekt of omdat ook zij zich te beschaamd voelt er direct over te praten. De meisjes weten echter niets over seks of soa's en denken dat deze ziektes overgedragen kunnen worden als verkoudheid of griep. De meisjes willen niet meer bij de jongens in de buurt komen tenzij ze een condoom dragen.
De jongens gaan naar de drogist om condooms te kopen en denken dat ze de condooms de hele dag moeten dragen. Ze gebruiken ze zelfs als urinaal. De drogist vertelt de school dat hij condooms aan 10-jarige kinderen heeft verkocht. Het idee dat kinderen al op zo'n jonge leeftijd seksueel actief zijn brengt een schrikreactie teweeg en Mr. Garrison moet nu zelfs de kleuters seksuele voorlichting geven. Ms. Choksondik maakt de meisjes nog banger met horrorverhalen over zwangerschap en de geboorte, aangedikt met expliciete beelden. De meisjes worden nu zo bang dat ze een fort bouwen om alle jongens weg te houden. De jongens daarentegen krijgen van Mr. Mackey te horen dat ze alleen ziektes kunnen oplopen door seks te hebben met een meisje, wanneer deze merkt hoe ze condooms verkeerd gebruiken. De jongens concluderen hieruit dat het dus de meisjes zijn die ziektes overbrengen en dat ze de meisjes moeten vernietigen. Ze vallen het fort aan en een strijd op leven en dood ontstaat. De eerste dode in de strijd is uiteraard Kenny.
Ondertussen ontstaat seksuele spanning en ten slotte een vrijpartij tussen Mr. Mackey en Ms. Choksondik wanneer ze de lesstof doornemen. Ze besluiten onveilig te vrijen wanneer blijkt dat geen van beiden condooms bij zich heeft. Deze vrijpartij wordt ruw verstoord door explosies omdat de jongens en meisjes nagelpistolen en molotovcocktails gebruiken.
De hele bevolking verzamelt zich rondom de geblakerde ruïnes van het fort en Ms. Choksondik verontschuldigt zich voor het bang maken van de meisjes. Chef zegt echter dat de werkelijke schuldigen de ouders zijn die hun kinderen niets over seks vertellen en die het dan maar aan de school overlaten. Hierdoor weet je als ouders niet wat aan de kinderen wordt geleerd en van wie het komt, bijvoorbeeld iemand die er helemaal niets van weet (Mr. Mackey) een negatieve houding tegenover seks heeft (Ms. Choksondik) of een volledig geperverteerde (Mr. Garrison). Wanneer de ouders vragen wanneer kinderen dan wel klaar zijn voor seks, luidt Chef's antwoord: 17 (de minimumleeftijd voor seks met wederzijds goedvinden in Colorado).
De kinderen zijn opgelucht dat ze zich voorlopig geen zorgen hoeven te maken over ziekten en onder het oog van de hele stadsbevolking gaat Cartman opnieuw 'red rocket' met een mannelijke hond spelen.